# 2+1
2+1 (Dos más Uno, Guatemala) es una película guatemalteca de comedia escrita y dirigida por Erick Gálvez y protagonizada por José Mariano Díaz, Cecy Alburez, Guillermo Monsanto, Juan Pablo Castillo, Ana María de Ruano, Roberto Guzmán, Melissa Román, Selvyn Mejicanos, Joe García, Harold Encalada y Marcela Ríos. La película es una producción de VideoXonico. Se estrenó el 25 de septiembre de 2014 en salas de cine de Guatemala. Además fue parte de la selección oficial del Festival Ícaro 2013. Una de las curiosidades más notorias del largometraje, es que el rodaje duró tan solo seis días.

## Argumento
Brandon (José Mariano Díaz) es el hijo del carnicero del mercado. Él está enamorado de Yuly (Cecy Alburez), la hija de Doña Berta (Ana María de Ruano), que tiene un puesto de comida. Yuly ayuda a su mamá en preparar y servir la comida, mientras secretamente tiene una relación con Brandon que reparte los pedidos de carne a todos en el mercado.
Una noche, Yuly le da la noticia a Brandon que pronto serán padres. Después de recobrar el sentido por la impresión, se preocupa mucho, ya que tiene que realizar muchas actividades importantes: ganar más dinero, asegurar donde vivir, y la más peligrosa de todas; pedir la mano de Yuly a Don Hermelindo (Guillermo Monsanto), su futuro suegro con todo y noticia del embarazo.
Con la ayuda de Maicol (Roberto Guzmán), un amigo que vende fruta en el mercado, buscaran formas alternativas de ganar dinero extra, poniendo algunas veces en peligro su vida con tal de tener todo listo para la llegada del bebé.
Después de varios intentos fallidos de hacer actividades adicionales al reparto de carne, se enteran de un evento de lucha libre donde se ofrece una fuerte suma de dinero por aguantar tres minutos contra El Verraco (Joe García), el campeón de la lucha libre local. Brandon ya no tiene alternativas así que se inscribe para probar suerte. Pero después de ver como pelea El Verraco las oportunidades de salir victorioso son casi nulas.

## Producción
Pre-producción

El guion fue escrito por Erick Galvez en 2012. Uno de los retos que se presentaron al momento de iniciar con el proyecto fue la falta de financiamiento, debido a que como se trataba de una película muda y con lenguaje universal, el poder colocar marcas dentro de la misma sería muy difícil y además haría que el filme perdiera su esencia.

Producción

El rodaje comenzó en diciembre de 2012 y finalizó en enero de 2013, el mismo tuvo lugar en varias zonas de la ciudad capital de Guatemala. Debido a que la mayor parte de la historia sucede en un mercado, una de las localizaciones principales es el Mercado de Cervantes ubicado en la zona 3 de la Ciudad de Guatemala. El rodaje duró tan solo seis días.

Post-producción

El trabajo de posproducción de la película estuvo a cargo de Andrea Vásquez.

Estreno

Aunque previamente la película tuvo una presentación en el Festival Ícaro 2013, su estreno oficial fue el 25 de septiembre de 2014 en salas de cine de Guatemala. Tras buscar varios espacios para exhibir el largometraje, la cadena local de cines, CineFlick, abrió sus puertas para proyectar el filme por un total de tres semanas y media, debido a la buena recepción de la audiencia.